# Kinder Pinguí

Ehemaliges Produktlogo

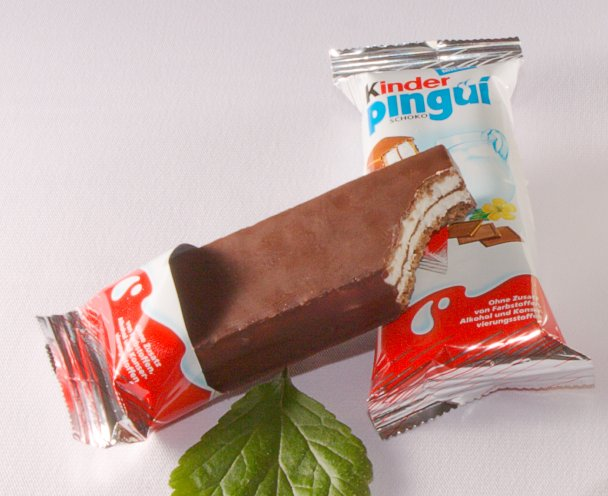
Kinder Pinguí

Kinder Pinguí ist ein Süßwarenprodukt des Ferrero-Konzerns, das seit 1994 auf dem deutschen Markt erhältlich ist.
Es handelt sich um einen Schokoriegel aus einer hellen Milchzubereitung mit einem Überzug und einer Trennschicht aus Schokolade. Bei einem Gewicht von 30 Gramm sind 9,9 Gramm Zucker und 8,9 Gramm Fett enthalten. Der Zusatz von Alkohol in verschiedenen Kinder-Produkten (Kinder Maxi King, Milch-Schnitte, Kinder Pinguí) wurde von Ferrero Mitte 2000 durch die Umstellung der Rezeptur gestoppt.

## Zielgruppe
Die Zielgruppe des Produktes sind hauptsächlich Familien mit Kindern. Im Jahr 2004 verzehrten in Deutschland 48 Prozent aller 6- bis 13-Jährigen mindestens einen Kinder Pinguí pro Woche.

## Kritik
Wie bei anderen Produkten der Kinder-Markenfamilie (Kinder-Schokolade, Happy Hippo, Milch-Schnitte) versucht Ferrero, in der Werbung den Milchanteil des Produkts als eine ernährungsphysiologisch positive Eigenschaft hervorzuheben. Der physiologische Brennwert von Kinder Pinguí beträgt ca. 1.870 kJ/100 g (450 kcal/100 g) und ist damit zwar etwas geringer als der von Happy Hippo oder Kinder Bueno; dennoch wurde die „Kinder Pinguí“-Werbung in einer Studie für das deutsche Bundesverbraucherministerium 2005 als verharmlosend kritisiert. Der Milchanteil – der zu großen Teilen aus Butterreinfett und  Magermilchpulver besteht – entspricht bei einem Riegel Kinder Pinguí etwa einem Teelöffel (5 Gramm).

## Werbung
Die „Kinder Pinguí“-Werbung arbeitet zwar auch mit kindgerechten Werbemitteln wie einem Pinguin als Identifikationsfigur, richtet sich jedoch stärker als die für Happy Hippo an Eltern – neben dem argumentativen Aspekt des Nährwerts werden auch Genuss und Bequemlichkeit für die Eltern versprochen, zum Beispiel in einem Spot, in dem eine Mutter erst ihrem Kind und dann sich selbst ein Pinguí genehmigt und auf diese Weise sowohl ohne Aufwand ihren Versorgungspflichten nachkommt als auch selbst genießen kann. Damit steht das Produkt zwischen Kinder Schokolade und Milch-Schnitte einerseits, deren Werbung sich vor allem an Erwachsene wendet, und Happy Hippo andererseits, das schon in der Gestaltung des Produkts selbst (eine Waffel in Form eines Nilpferds) vorrangig auf Kinder ausgerichtet ist (siehe auch Quengelware).
Im Jahr 2004 war Ferreros Werbung mit 3.301 Ausstrahlungen der am dritthäufigsten gesendete Werbespot im deutschen Fernsehen, 2005 lief der 20-sekündige Spot „Anbeißen für die ganze Familie“ sogar 4.037 Mal und landete damit auf Platz 1.
Auch in Italien wird das Produkt unter diesem Namen vermarktet, obwohl es ähnlich wie italienisch „pingui“ (Plural von „pingue“) klingt, das fett oder dick bedeutet.

## Varianten
Gelegentlich sind auch die Varianten Kinder Pinguí Erdbeere, Himbeere, Mandarine und Kirsche erhältlich. Daneben gab es auch die Sorten Cocos und Karamell.